# 伊马尔
伊马尔（法語：Ymare，法語發音：[imaʁ]）是法国滨海塞纳省的一个市镇，属于鲁昂区。

## 地理
伊马尔（49°20'57"N, 1°10'32"E）面积4.03 平方千米，位于法国诺曼底大区滨海塞纳省，该省份为法国北部沿海省份，其西部及北部濒大西洋英吉利海峡，东起顺时针与索姆省、瓦兹省、厄尔省和卡爾瓦多斯省接壤。
与伊马尔接壤的市镇（或旧市镇、城区）包括：阿利宰、伊戈维尔、圣旺港畔莱索蒂约、古伊、凯夫勒维尔-拉波特里、圣欧班-塞洛维尔。

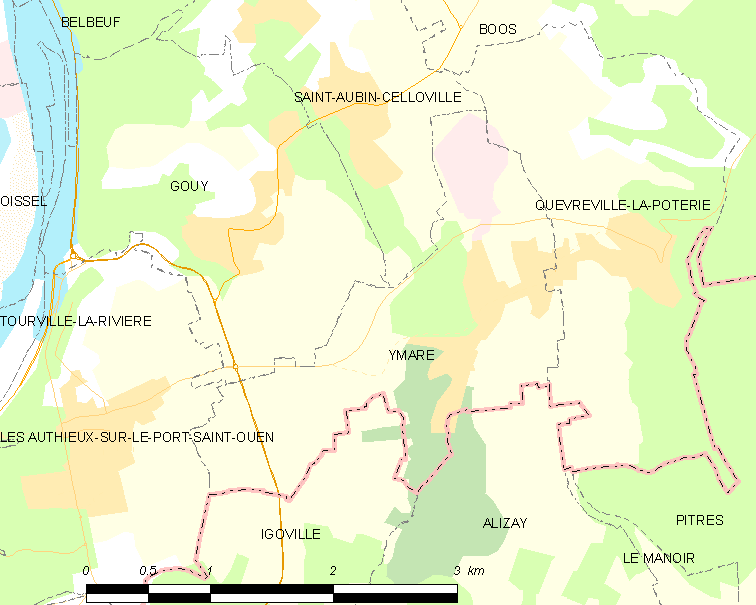
伊马尔的OSM定位图

伊马尔的时区为UTC+01:00、UTC+02:00（夏令时）。

## 行政
伊马尔的邮政编码为76520，INSEE市镇编码为76753。

## 政治
伊马尔所属的省级选区为达尔内塔勒县。

## 人口

1962-2008年间伊马尔人口变化图示

伊马尔于2022年1月1日时的人口数量为1228人。